# Viburgo (condado)
Nota linguística: Não confundir grevskab (condado) com amt (divisão administrativa)..
Viborg, ou, na sua forma portuguesa, Viburgo, foi um amt da Dinamarca de 1970 a 2006.
Em 1.º de janeiro de 2007, foi extinto e seu território, dividido entre as regiões da Jutlândia Central e da Jutlândia do Norte.

## Municípios
O amt de Viborg tinha 17 municípios:
| - Bjerringbro - Fjends - Hanstholm - Hvorslev | - Karup - Kjellerup - Morsø - Møldrup | - Sallingsund - Skive - Spøttrup - Sundsøre | - Sydthy - Thisted - Tjele - Viborg | - Aalestrup |